# Xã Grove, Quận Cass, Iowa
Xã Grove (tiếng Anh: Grove Township) là một xã thuộc quận Cass, tiểu bang Iowa, Hoa Kỳ. Năm 2010, dân số của xã này là 7.459 người.